# Nichinan
Nichinan (日南市, Nichinan-shi) is een stad in de prefectuur  Miyazaki, Japan. Op 1 januari 2014 telde de stad 55.424 inwoners.

## Geschiedenis
Op 1 januari 1950 werd Nichinan benoemd tot stad (shi). In 2009 worden de gemeenten Kitago (北郷町) en Nango (南郷町) toegevoegd.

## Partnersteden
- Naha, Japan sinds 1969
- Portsmouth, Verenigde Staten sinds 1985
- Inuyama, Japan sinds 2000

Steden:
Ebino · Hyuga · Kobayashi · Kushima · Miyakonojo · Miyazaki (hoofdstad) · Nichinan · Nobeoka · Saito

Districten:
Higashimorokata · Higashiusuki · Kitamorokata · Koyu · Nishimorokata · Nishiusuki
Gemeenten per district